# Carrières de Bourges
Carrières de Bourges este o arie protejată (sit de importanță comunitară — SCI) din Franța întinsă pe o suprafață de 10 ha, integral pe uscat.

## Localizare
Centrul sitului Carrières de Bourges este situat la coordonatele 47°03′33″N 2°25′36″E / 47.05917°N 2.42667°E.

## Înființare
Situl Carrières de Bourges a fost declarat arie specială de conservare în baza directivei 92/43 din 1992 referitoare la conservarea habitatelor naturale și a faunei și florei sălbatice pentru a proteja 7 specii de animale.

## Biodiversitate
Situată în ecoregiunea atlantică, aria protejată conține 1 habitat natural: Peșteri inaccesibile publicului.
La baza desemnării sitului se află mai multe specii protejate de  mamifere (7): liliac cârn (Barbastella barbastellus), liliac cu urechi mari (Myotis bechsteinii), liliac cărămiziu (Myotis emarginatus), liliac comun (Myotis myotis), liliacul mediteranean cu potcoavă (Rhinolophus euryale), liliacul mare cu potcoavă (Rhinolophus ferrumequinum), liliacul mic cu potcoavă (Rhinolophus hipposideros).
Pe lângă speciile protejate, pe teritoriul sitului au mai fost identificate 3 specii de mamifere.